# 國家政策委員會
國家政策委員會（英語：Council for National Policy，CNP）是美國保守派和共和黨激進分子的總括性組織和網絡組織。它由蒂姆·拉哈耶和其他右翼保守派基督教徒於1981年里根政府時期發起，目的是「為保守派鼓吹帶來更多的關注和力量」它被《紐約時報》稱為“一個鮮為人知的俱樂部，由全國幾百名最强大的保守派成員組成，“他們每年在秘密地點舉行三次秘密會議。在美國稱之為一個秘密組織，該組織「與富有的右翼捐贈者和保守黨高層合作，共同規劃長期運動戰略」。該組織被稱為「冥王星神權政體」。

## 外部連結
- Council for National Policy Web Site （页面存档备份，存于）
- 2014 Membership Directory （页面存档备份，存于）, redacted and released by the 南方贫困法律中心